# Erik Öhlund
Erik Öhlund, född 6 augusti 1980, är en svensk orienterare som springer för Ulricehamns OK samt löpare för Hälle IF men med tidigare orientering för Göteborg Majorna OK. Han har tillsammans med Peter Öberg utvecklat orienteringsskor som säljs av Icebug. 
De främsta idrottsliga meriterna inom orientering är tre SM-silver och två SM-brons som senior och ett junior-VM-silver samt två junior-SM-guld.
Han är son till orienteraren Gunnar Öhlund.

## Personliga rekord
| Utomhus - 10 000 meter – 31:30,19 (Sollentuna 16 juli 2006) - Halvmaraton – 1:07:39 (Göteborg 17 maj 2003) - Maraton – 2:26:14 (Stockholm 3 juni 2006) |

### Fotnoter
1. 1 2 3  Wiger 2006, s. 91.
2. ↑  ”Terräng-SM 2006”. bahnhof.se. Arkiverad från originalet den 5 mars 2016. https://web.archive.org/web/20160305013501/http://privat.bahnhof.se/wb410921/hemlingbylk/resultat_terrang-sm_2006_senior.htm. Läst 1 juni 2016.
3. ↑   Svenska Orienteringsförbundet - Erik Öhlund[död länk]
4. 1 2 3  ”Personsida på AllAthletics”. all-athletics.com. Arkiverad från originalet den 20 december 2016. https://web.archive.org/web/20161220123534/http://www.all-athletics.com/node/74369. Läst 9 december 2016.